# 清水咲斗子
清水咲斗子（日语：／ Shimizu Satoko，1965年10月24日—），日本女歌手。出身於岐阜縣大垣市。本名。
她在小學時就對搖滾產生了興趣，並在高中期間的許多樂隊中擔任主唱。1989年以電視動畫《天空戰記》主題歌「SHINING SOUL」出道。曾隸屬於KING RECORDS。其活動主要集中在動畫作品的插入歌曲。也以作詞家活躍。另外，在英文歌詞方面，她以SATOKO這個名字活動。

## 單曲
- 天空戰記（1989年4月21日）EP Record、卡式錄音帶、8cm單曲
- 機動戰士SD鋼彈（1989年8月5日）卡式錄音帶、8cm單曲
- 天空戰記（1989年8月21日）EP Record、卡式錄音帶、8cm單曲
- 天空戰記（1989年11月5日）EP Record、卡式錄音帶、8cm單曲
- OVA《天空戰記 創世前的暗鬥》主題歌（1991年7月21日）8cm單曲
- 漫畫圖像《Compiler》 「Unseen Love」（1992年1月21日）8cm單曲
- 超電動機器人 鐵人28號FX 「Get Your Dream」（1992年11月21日）8cm單曲

## 專輯
- RAJAH（1990年8月5日）

1. Stop the music（English Version）
2. （天空戰記）
3. Shining soul（天空戰記）
4. （天空戰記）
5. （SD戰國傳 武者七人眾篇）
6. （天空戰記）
7. Set the fire（English Version）（天空戰記）
8. （SD戰國傳 武者七人眾篇）
9. （天空戰記）
10. Rajah（天空戰記）
11. Truth（天空戰記）

有一個同名但歌詞不同的版本，名為，收錄在1993年3月24日發行的專輯《機動戰士SD鋼彈 音搦大歌合》中。
- MY PRECIOUS NITE（1991年） KICS-95

1. You are the one
2. SET THE FIRE
3. STOP THE MUSIC
4. BREAK OUT NITE
5. YOU GOT IT!
6. I WAS MADE FOR DANCIN
7. Precious　Precious
8. Dance,Dance,Dance

- BECAUSE I LOVE YOU（1991年）

1. BECAUSE I LOVE YOU
2. Sonia
3. IF I COULD
4. Christmas Rose
5. Empty Blue
6. STOP THE MUSIC
7. You Are The One

- GET YOUR DREAM ～ FOR EVERY LITTLE DIAMOND（1992年11月21日）

1. Unseen Love
2. Kitchen Discotheque
3. Get the power!!（英雄凱傳莫載克（日语：英雄凱伝モザイカ））
4. Keep your Pure Love（天空戰記 創世前的暗鬥）
5. （天空戰記 創世前的暗鬥）
6. Shinning Soul
7. Still Waiting
8. Get your Dream （超電動機器人 鐵人28號FX）
9. （超電動機器人 鐵人28號FX）
10. For every little Diamond

## 收錄專輯
- 天空戰記
  - 天空戰記 轉生眩奏（1989年6月21日）卡式錄音帶、專輯
  - 天空戰記 天山瞑樂（1989年9月5日）專輯
  - 決定盤 STARCHILD精選輯（1989年9月21日）專輯、卡式錄音帶
  - 天空戰記 SOUL LOVERS ONLY！（1989年11月21日）卡式錄音帶、專輯
  - 天空戰記 曼陀羅·華（1990年2月5日）專輯
  - 天空戰記 異聞●上海小夜曲（1990年6月18日）專輯
  - 天空戰記 Celestial warrious Battle for Genesis（1991年10月21日）專輯
  - 天空戰記 天山瞑樂（1993年3月5日）卡式錄音帶、專輯
  - 天空戰記 轉生眩奏（1993年3月5日）專輯
  - 天空戰記 Soul Lovers Only!（1993年3月5日）專輯
  - 天空戰記 曼陀羅·華（1993年3月5日）專輯
  - 天空戰記 異聞 Shanghi Serenade ―上海小夜曲―（1993年3月5日）專輯
  - 龍之子55週年紀念 最佳歌曲精選集 龍之子GoGo SF&動作篇（2018年1月31日）專輯

- 機動戰士鋼彈
  - 機動戦士SD鋼彈 TOKYO SHUFFLE（1989年8月5日）專輯
  - 機動戰士SD鋼彈 音搦大歌合（1993年3月24日）專輯
  - 鋼彈30th週年紀念 鋼彈歌曲145（2010年2月24日）專輯

- 英雄凱傳莫載克
  - 英雄凱傳莫載克 「莫載克」抄/命運的戰士（1991年12月5日）專輯
  - 英雄凱傳莫載克 交響詩「莫載克」（1991年12月5日）專輯

- COMPILER
  - 漫畫圖像 COMPILER（1992年3月5日）專輯
  - 漫畫圖像 Compiler ASSEMBLER（1992年4月16日）專輯
  - COMPILER 黃金最佳豪華版（1996年1月24日）專輯

- 超電動機器人 鐵人28號FX
  - 超電動機器人 鐵人28號FX 鐵人戰記（1992年11月21日）專輯
  - 鐵人28號 歌曲集（2000年3月24日）專輯
  - 機器人動畫大鑑 上卷（2009年11月26日）專輯

## 作詞
- RELICS -The recur of "ORIGIN"（日语：RELICS -The recur of "ORIGIN"）

OP：Promised Land
ED：Love Train
※歸功於共同作詞。